# یوهی توکوناگا
یوهی توکوناگا (به انگلیسی: Yuhei Tokunaga) بازیکن فوتبال اهل ژاپن و عضو تیم ملی فوتبال ژاپن است که در تاریخ ۰۸ اکتبر ۲۰۰۹ میلادی اولین بازی ملی‌اش را انجام داد. او در ۷ بازی ملی حضور داشت و آخرین بازی ملی خود را در تاریخ ۷ آوریل ۲۰۱۰ میلادی انجام داد. یوهی توکوناگا در بازی‌های ملی‌اش
گلی به ثمر نرساند.